# Jōji Katō
Jōji Katō (jap. 加藤 条治, Katō Jōji; * 6. Februar 1985 in Yamagata) ist ein japanischer Eisschnellläufer.
Mit 17 Jahren war er der erste Nachwuchssportler, der die 500 m unter 35 Sekunden lief. Drei Jahre später gewann er überraschend die 500 m bei den Einzelstreckenweltmeisterschaften in Inzell. Nach diesem Erfolg galt er als ein Medaillenfavorit bei den Olympischen Spielen in Turin (2006). Der Favoritenrolle wurde er jedoch nicht gerecht und belegte den sechsten Platz. Bei den Olympischen Spielen 2010 in Vancouver gewann Katō über die 500 m die Bronzemedaille.
Von 2005 bis 2007 hielt er den 500-m-Weltrekord (34,30 s).
Bei der WM 2011 in Inzell wurde er Zweiter über 2 × 500 m.